# 靴下貓
靴下貓（日语：靴下にゃんこ，日語羅馬字：Kutsushita Nyanko），為日本San-X公司所設計以貓為主題的卡通人物。主角為一隻穿著白色襪子的黑貓，「靴下」即為日語中襪子之意。

## 故事
這是一隻穿著白襪的靴下貓牠讓我們知道，原來幸福就在身邊的故事。有一天，有隻迷了路、腳穿著白色襪子的黑貓——靴下貓出現在家裡。雖然偶爾會調皮搗蛋，模樣可愛又愛撒嬌的牠讓生活變得更有趣。

## 角色
- 靴下にゃんこ
- ノルッチ
- ロッシー
- バミちゃん
- シロちゃん
- チャコちゃん
- ピエール
- シモンニイサン
- ゴンゾー
- キジトラ、ハチワレ、チビ
- ネコガミ

## 外部連結
- San-X 靴下貓官方網站 （页面存档备份，存于）（日語）